# Pipistrel Velis Electro
Le Pipistrel Velis Electro est un avion léger biplace monomoteur électrique fabriqué par le constructeur slovène Pipistrel.
En 2020, il devient le premier avion électrique au monde à recevoir une certification de l'Agence européenne de la sécurité aérienne (EASA). Il est destiné principalement à la formation des pilotes, notamment à cause de sa faible autonomie.

## Description

### Résumé

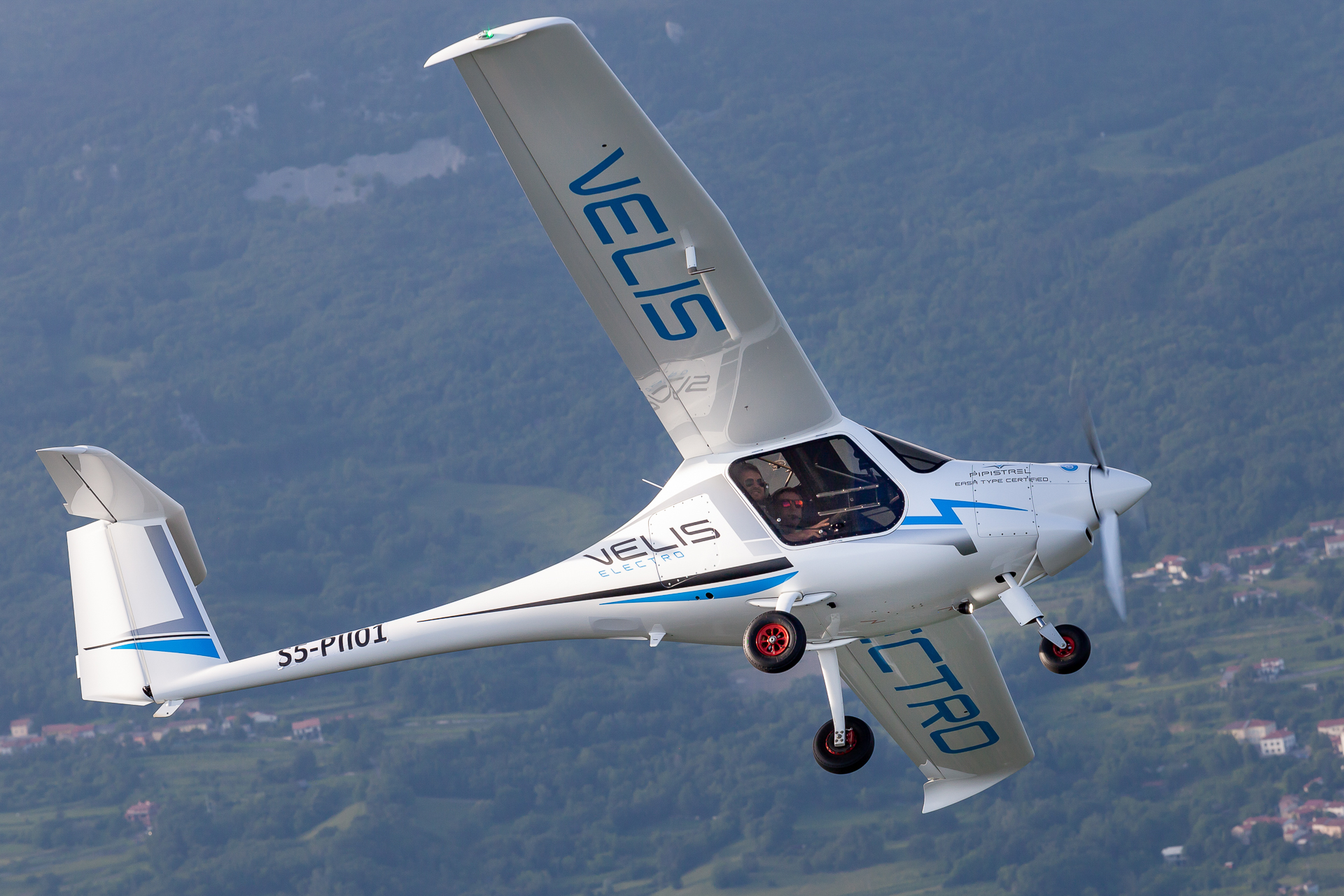
Velis Electro en vol, vu de droite.

- Moteur électrique alimenté par accumulateurs lithium-ion thermorégulés par liquide ;
- Biplace avec doubles commandes de vol ;
- Monoplan aile haute en porte-à-faux ((en) cantilever) en matériau composite ;
- Empennage en T ;
- Train d’atterrissage tricycle fixe (non rétractable) ;
- Hélice tripale en matériau composite, à pas fixe, à rotation horaire[1].

### Cellule
L'avion est basé sur la cellule du Pipistrel Virus et présente une aile haute en porte-à-faux, une configuration à deux sièges côte-à-côte dans une cabine fermée accessible par une porte de chaque côté de l'avion. Le Virus SW121 est déjà certifié par l'EASA (TC No EASA.A.573).
Il a un train d'atterrissage tricycle fixe et un seul moteur électrique en configuration tracteur.

### Voilure
La voilure comporte des volets hypersustentateurs de profil IMD 029-b, à trois réglages : {\displaystyle 0^{\circ }}, {\displaystyle 8^{\circ }} et {\displaystyle 19^{\circ }}.

### Moteur

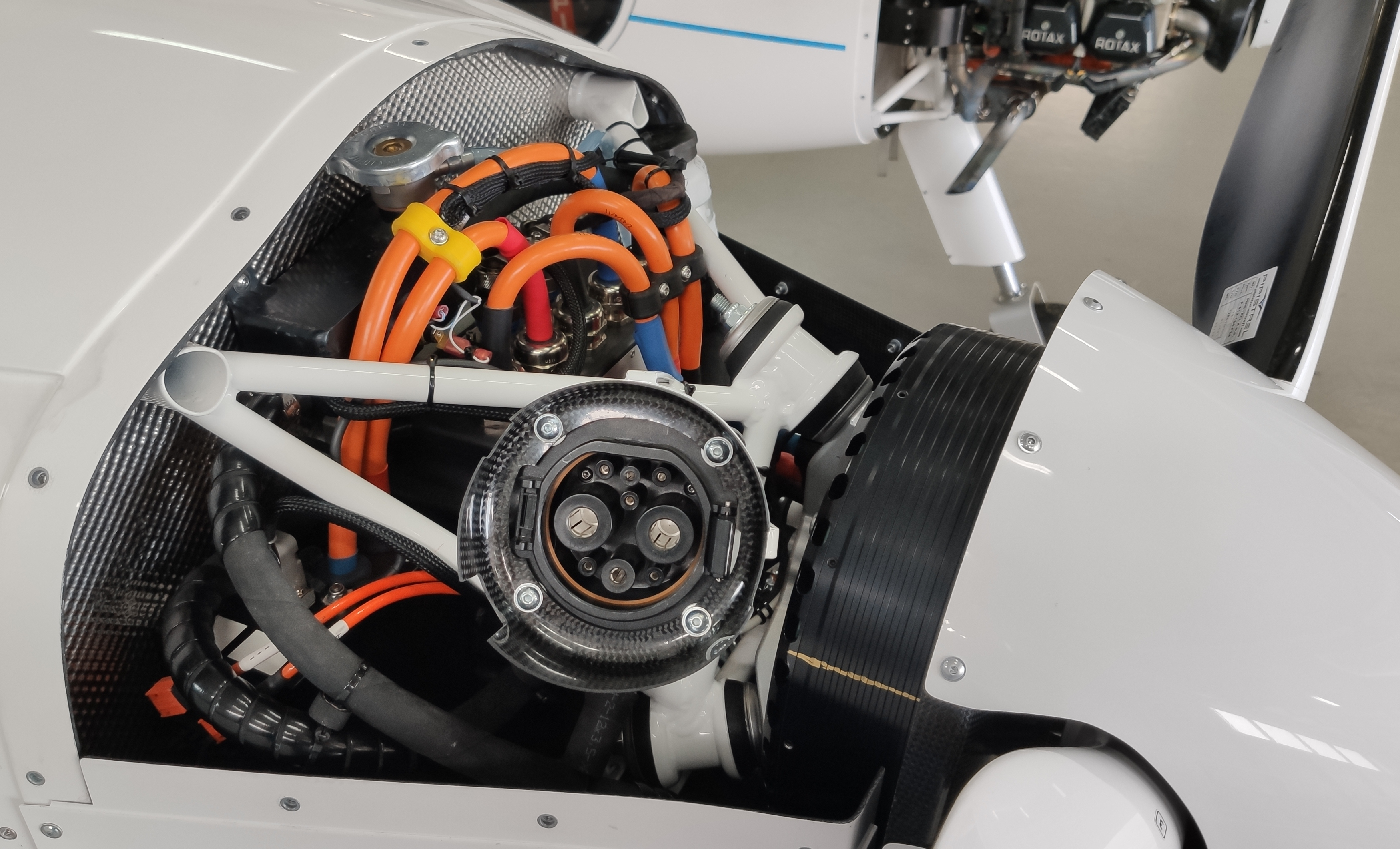
Le moteur du Velis Electro.

Son moteur électrique est entièrement refroidi par liquide, de même que les batteries, et a pu démontrer sa fiabilité, la résistance à la surchauffe des batteries et aux chocs, lors du processus de certification.
C'est un moteur Pipistrel E-811-268MVLC, certifié (TC No.EASA.E.234). Il est développé en partenariat avec EMRAX et EMSISO, et avec l'hélice composite P-812-164-F3A tripale à pas fixe de 18° à 615 mm de l'axe, d'un diamètre de 1,64 m, d'un poids de 4,88 kg, à rotation horaire.
La vitesse de croisière est obtenue par une puissance continue maximale de 49,2 kW à 2 350 tr/min.
La puissance maximale au décollage (MTOP) est de 57,6 kW, à la rotation maximale de 2 500 tr/min, pour un couple maximal de 220 N m.

### Batteries
La puissance est fournie par deux batteries lithium-ion Pipistrel PB345V124E-L connectées en parallèle. L'ensemble fournit 345 VDC (Volt en courant continu), adjoint d'un système de refroidissement liquide et batteries de haute performance. Les batteries sont installées dans une configuration redondante de deux cellules séparées pour un total de 24,8 kWh de capacité.
Pour équilibrer l'appareil, une batterie est montée dans le nez, l'autre derrière la cabine.
À partir d'une charge de 30%, il faut deux heures de charge pour atteindre les 100 %.
La prise électrique femelle pour le chargement est située sur le nez de l'avion, du côté droit. Un chargeur spécifique est fourni par le constructeur.

## Historique

### Certification
Le premier vol a lieu le 14 août 2014.
Ce type d'aéronef a reçu son certificat de type (N°EASA.A.573) de l'EASA pour les opérations de vol à vue de jour le 10 juin 2020 après une période de certification d'un peu moins de trois ans,,.
C'est la première certification d'un avion électrique attribuée par l'agence européenne.
Dans le détail, il est certifié en tant que variante du Pipistrel Virus : Type: Virus SW 121 ; Modèle Virus SW 128 (Velis Electro).
Cette certification courte a été rendue possible par une coopération étroite entre l'EASA et le constructeur, et le but commun de s'assurer que l'avion atteigne le haut niveau de sécurité requis.

### Production
L'avion est en production et le constructeur a indiqué son intention de livrer 31 exemplaires en 2020, et de la doubler en 2021.

### Développement

#### Aspect environnemental
Le constructeur revendique un niveau sonore de seulement 60 dBa, il est donc moins bruyant que les avions à moteur thermique. Cela permet de réaliser des missions de formation plus proches des lieux urbains sans affecter la qualité de vie dans ces localités. Ainsi, les entraînements au vol parfois interdits le week-end pour cause de nuisance sonore deviennent-ils de nouveau possibles.
Pour mémoire, le moteur est électrique et ne produit donc pas directement de gaz à effet de serre. Cependant, comme pour tout moteur électrique, c'est le mode de production, distribution de l'électricité utilisée au total lors du chargement, qui peut en produire. De même, la construction, la maintenance et le recyclage de l'avion sont aussi des causes de pollutions.

#### Aspect commercial

##### Tarifs
En février 2021, il est vendu pour 185 000 Euros, IGI non inclus. Cela équivaut à 193 325 € avec IGI, livraison et immatriculation non comprises.

##### Utilisation
Le constructeur ne vise pas commercialement à doubler l'autonomie pour la cible initiale des leçons d'une heure en aéroclub.
En revanche, pour des plus grandes autonomies, pour une cible commerciale demandant un plus grand rayon d'action, le constructeur étudie des solutions hybrides.
La cible commerciale est l'ensemble des aéro-clubs européens qui pourront faire voler un élève pour une leçon de 45 minutes avec réserve de 10 minutes, équivalant globalement à une leçon d'heure avec moteur à essence. En effet, une leçon traditionnelle avec moteur à essence comporte en fait des temps de mise en route, chauffage, de mise à l'arrêt qui consomment du temps et du carburant.
Cet avion électrique peut démarrer instantanément, sans préchauffage, s'arrêter sans consommer en cas d'embouteillage ou attente sur le taxiway, et au retour de vol, ne nécessite que d'être branché pour recharger les batteries.
En retour de leçon, la phase de descente peut même servir à récupérer 10 % de charge.
Le coût en énergie d'un vol est estimé à dix fois moins que le prix en essence : trois euros contre 30 euros le plein d'essence d'un avion équivalent.
En France, la compagnie bretonne Finistair qui commercialise la plus courte ligne commerciale d'Europe entre Brest et l'île d'Ouessant (18 minutes) utilise sur cette ligne, le Velis Electro pour le transport de fret (journaux, colis ou Poste) mais surtout essentiellement les prélèvements sanguins,. Elle propose également des balades aériennes avec cet appareil immatriculé F-HGAN.

##### Projet de location en coordination avec la FFA
En janvier 2021, Green Aerolease, filiale du groupe breton W3, et Pipistrel Aircraft annoncent un partenariat pour accélérer le déploiement de l’aviation électrique en France et en Europe. 50 avions biplaces électriques vont être proposés à la location à partir de l’été 2021. 150 de plus dans un second temps. La Fédération française aéronautique soutient ce projet,,,.

##### Achat par Textron
En mars 2022, le conglomérat américain Textron acquiert pour 218 millions de dollars le constructeur aėronautique slovène Pipistrel,,,,.

#### Adoption

##### Controverses
Début 2021, des controverses sont apparues entre les membres des aéroclubs et les partisans du projet de location du Velis Electro. Les arguments négatifs évoqués concernent, entre autres sujets :
- Le temps de recharge qui gênerait la planification des vols des leçons par indisponibilité de l'appareil ;
- La non-durabilité des batteries face au besoin de recharger au plus vite ;
- La facture électrique des aéroclubs va augmenter inconsidérément ;
- La pollution effective globale de la formule électrique et donc une accusation d'écoblanchiment ;
- Les expériences effectives négatives qui auraient été passées sous silence, comme celle de l'Elektropostal en Suisse[25] ;
- La mise en doute d'une réduction suffisante du bruit ;
- La promotion des avions électriques serait un moyen déguisé de parvenir à des interdictions des avions à essence.

Les partisans du Velis répondent :
- L'activité normale d'un club permet d'étaler les vols sans problème de planification ;
- Les batteries modernes présentent plus de durabilité, et que la société de location assume le risque de dégradation des batteries ;
- La consommation d'électricité est compensée par l'économie en carburant et la maintenance moindre sur le Velis ;
- La pollution des avions à essence est comparable à celle du Velis ;
- Le bruit est mesurable objectivement et est bien moindre pour le Velis.

Les débats se poursuivent en mai 2021, ces questions ne sont pas tranchées.

##### Premières et records
- Le 1er septembre 2020, le Velis effectue un voyage de 700 km avec arrêts, départ le 30 août 2020 de l'aéroport international de Zurich (LSZH), arrivée le 1er septembre 2020 à l'aéroport de Norderney (EDWY), revendique sept records[27],[28].
  - La plus faible consommation d'énergie (22,76 kWh/100 km) sur 700 km ;
  - La plus grande vitesse moyenne sur 700 km (136 km/h) ;
  - L'altitude atteinte par un avion électrique ;
  - La montée la plus rapide sur : 0-1000 m / 1000-2000 m / 2000-3000 m (m/s) ;
  - La plus grande vitesse moyenne sur 100 km (125 km/h) ;
  - Le plus faible nombre d'arrêts sur une distance de 700 km ;
  - La plus grande distance parcourue en vol électrique en 24 / 48 / 56 heures - (327 km / 608 km / 839 km).

### Opérateurs

#### Opérateurs militaires
- Danemark[29]
- Royaume-Uni[30]
- Slovénie[31]

#### Opérateurs commerciaux
- France[12]